# Never Gonna Cry Again
Never Gonna Cry Again ist ein Lied des britischen Pop-Duos Eurythmics. Es wurde von Dave Stewart und Annie Lennox geschrieben und im Mai 1981 als erste Single des Duos veröffentlicht. Es erreichte lediglich in Großbritannien die Hitparade, wo es auf Platz 63 notierte. Das Lied ist ein eingängiger Elektro-Pop-Song und beruht auf einer simplen und einprägsamen Basslinie.

## Aufnahmen
Das Lied wurde vom 2. bis 6. Januar 1981 im Tonstudio von Conny Plank in Köln aufgenommen, produziert von Plank und Stewart. An den Aufnahmen waren neben den Eurythmics mehrere ehemalige Mitglieder von Can und DAF beteiligt. In den Credits werden zudem Les Vampyrettes als für die Geräuscheffekte zuständig benannt. Dahinter verbergen sich Conny Plank und Holger Czukay, die unter diesem Namen später die Singles Biomutanten und Menetekel veröffentlichten.

## Veröffentlichung, Promotion
Die Veröffentlichung erfolgte im Mai 1981 via RCA Records. Auf der B-Seite befand sich das makabre Le Sinistre, das von einer Séance handelt. Im Oktober 1981 erschien es als siebter Titel des Debütalbums In the Garden. Zur Promotion der Single traten die Eurythmics bei The Old Grey Whistle Test im BBC-Fernsehen in der Besetzung Annie Lennox (Gesang), Dave Stewart (Synthesizer), Clem Burke (Schlagzeug), Roger Pomphrey (Gitarre) und Penny Tobin (Keyboard) auf. Während des Auftritts spielte Annie Lennox ein Flöten-Solo, eine der seltenen Gelegenheiten, bei denen sie ihr Können an diesem Instrument zeigte, das sie in ihrer Jugend gelernt hatte zu spielen. Kurz nach dem Auftritt explodierte in einem Club in Nordirland eine Bombe, und auf dem Titelbild einer englischen Zeitung war ein Politiker abgebildet, der das Cover der Single in die Kamera hielt, weil sie zum Zeitpunkt der Explosion gerade gespielt wurde.
Als Promotion-Maßnahme wurde bereits im Februar 1981 an der englischen Südküste ein Musikvideo gedreht. Neben Stewart und Lennox wirkten auch Holger Czukay und Jaki Liebezeit mit. Höhepunkt des stimmungsvollen Videos waren die Rückwärts-Effekte, die Annie Lennox knochentrocken aus den Wellen und Dave Stewart aus dem Sand aufsteigen ließen. Das Video zeigt außerdem einen König und eine Kurtisane, die eine brennende Zeitung lesen und sich für eine Tea-Party zu Lennox und Stewart gesellen. Das Video endet, indem Annie Lennox weinend die Party verlässt und ins Meer zurückgeht. Allerdings durfte das Video in Großbritannien nie offiziell gezeigt werden, weil Czukay und Liebezeit als Deutsche nicht Mitglied der britischen Musikergewerkschaft waren.